# Саратовский ГПКиО имени М. Горького
Городско́й парк культу́ры и о́тдыха им. Макси́ма Го́рького (сокращённо Городско́й парк, Горпарк) — главный и один из самых больших парков Саратова.

## История
С 1813 года, когда был составлен новый план застройки города, он постепенно стал принимать современный вид, и находившаяся некогда за пределами города роща оказалась теперь в окружении жилых кварталов.

Бюст Панчулидзева А. Д.

Схема и описание парка

В начале XIX века владельцем рощи и усадьбы в ней стал тогдашний саратовский губернатор Алексей Панчулидзев. После войны 1812 года в Саратов стали посылать пленных французов, среди которых был в будущем известный математик, создатель проективной геометрии Жан-Виктор Понселе, и губернатор использовал их труд для посадки дубов и перепланировки аллей. Система оврагов с холодными родниками, рассекавшая рощу, была перегорожена шестью плотинами.
Загородная дача губернатора состояла из двухэтажного дома с несколькими флигелями и служебными постройками, а также теплицей и двумя большими садами фруктовых деревьев. Все постройки были возведены в 1821 году. Губернатор жил с большим комфортом, имел труппу крепостных актёров и музыкантов, для его известных знакомых устраивались спектакли на даче. После смерти губернатора усадьба и роща были проданы купцу Мещанинову.
В 1844 году это владение и роща были приобретены для Мариинского института благородных девиц. Новое здание института было возведено на месте построек в 1855—1857 годах по проекту Санкт-Петербургского архитектора П. С. Плавова, а дальнейшая разработка принадлежала саратовскому губернскому архитектору Г. В. Петрову. Главный фасад здания был обращён на нынешнюю 2-ю Садовую улицу. Площадь перед зданием института получила название Институтской; ныне она переименована в Площадь 1905 года.
К купленной в 1844 году для института усадьбе были присоединены ещё два участка из пустующих городских земель. Но приобретённые для института сад и роща оказались слишком велики. Вокруг рощи оказалось много ловких, энергичных предпринимателей, и тогдашние городские власти, поделив большую часть институтской рощи, стали извлекать из неё прибыль. Участки были распроданы. Владельцами стали помещики Кайсаров и Артамонов. Последний перепродал свою часть управлению Рязано-Уральской железной дороги для строительства больницы, которая существует и в настоящее время.
Участки рощи переходили из рук в руки. Уфимцев, Парусинов, Масловский, Шмидт, Очкин, Вакуров — основные предприниматели, делавшие на ней бизнес. На участке, примыкавшем к Царицынской улице (ныне улица Чернышевского), размещалось здание летнего театра «Фантазия», ресторан и увеселительные заведения. Дольше всего роща принадлежала именно Парусинову и Вакурову, и поэтому до революции рощу называли Парусиновской или Вакуровским парком. С 1905 года Парусиновская роща стала постоянным местом большевистских митингов, и ныне там стоит Памятник борцам Революции 1905 года.

## Парк сегодня
Сейчас, по сравнению с прошлыми годами, парк сильно преображается, сделаны декоративные изгороди, высаживается газон и цветы. Городской парк выгодно отличается от других парков Саратова. Здесь обитают белки и водоплавающие птицы (лебеди, гуси, утки). До лета 2017 года в отдельном вольере находилась медведица Мася, которую перевели в частное хозяйство в Московской области. Для очищения прудов в них были запущены крупные амуры, которые достигают длины 1 м.
На территории парка расположен городок аттракционов «Лукоморье». По всей территории размещены деревянные скульптуры животных и сказочных персонажей. В дальнейшем будут также размещены растительные скульптуры.

## Галерея

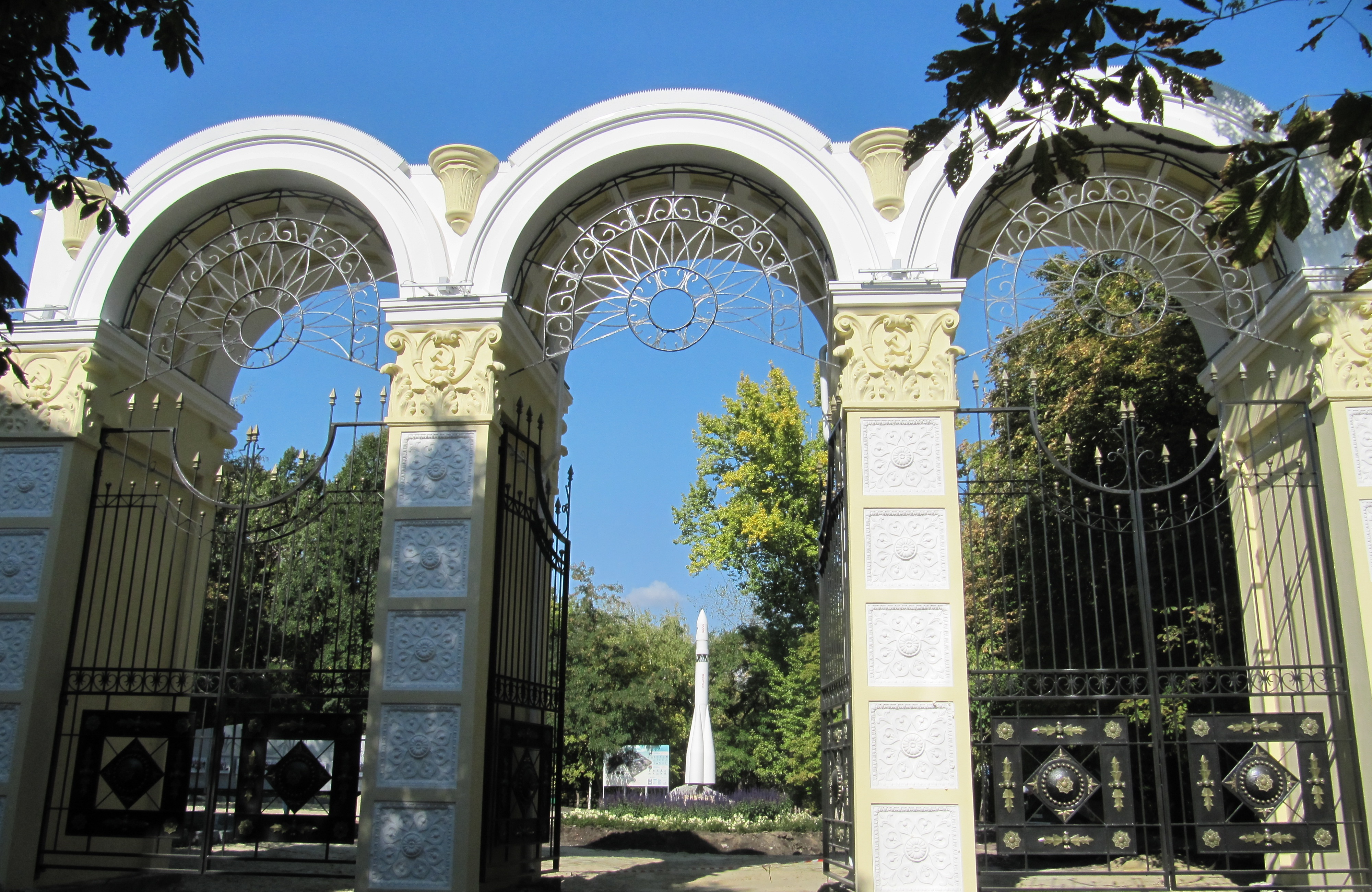
Ворота Городского парка со стороны улицы Чернышевского
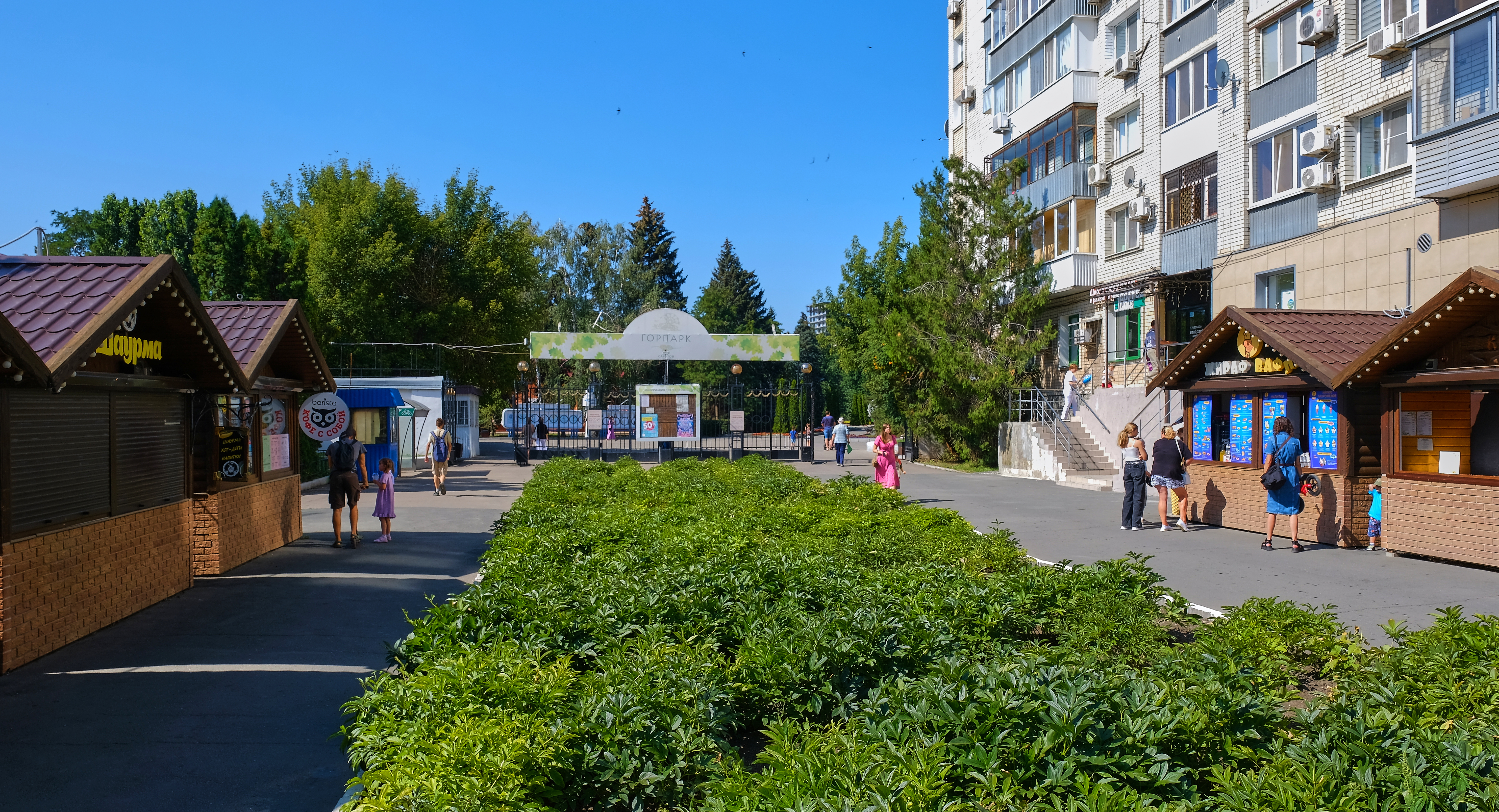
Вход со стороны 2-й Садовой улицы
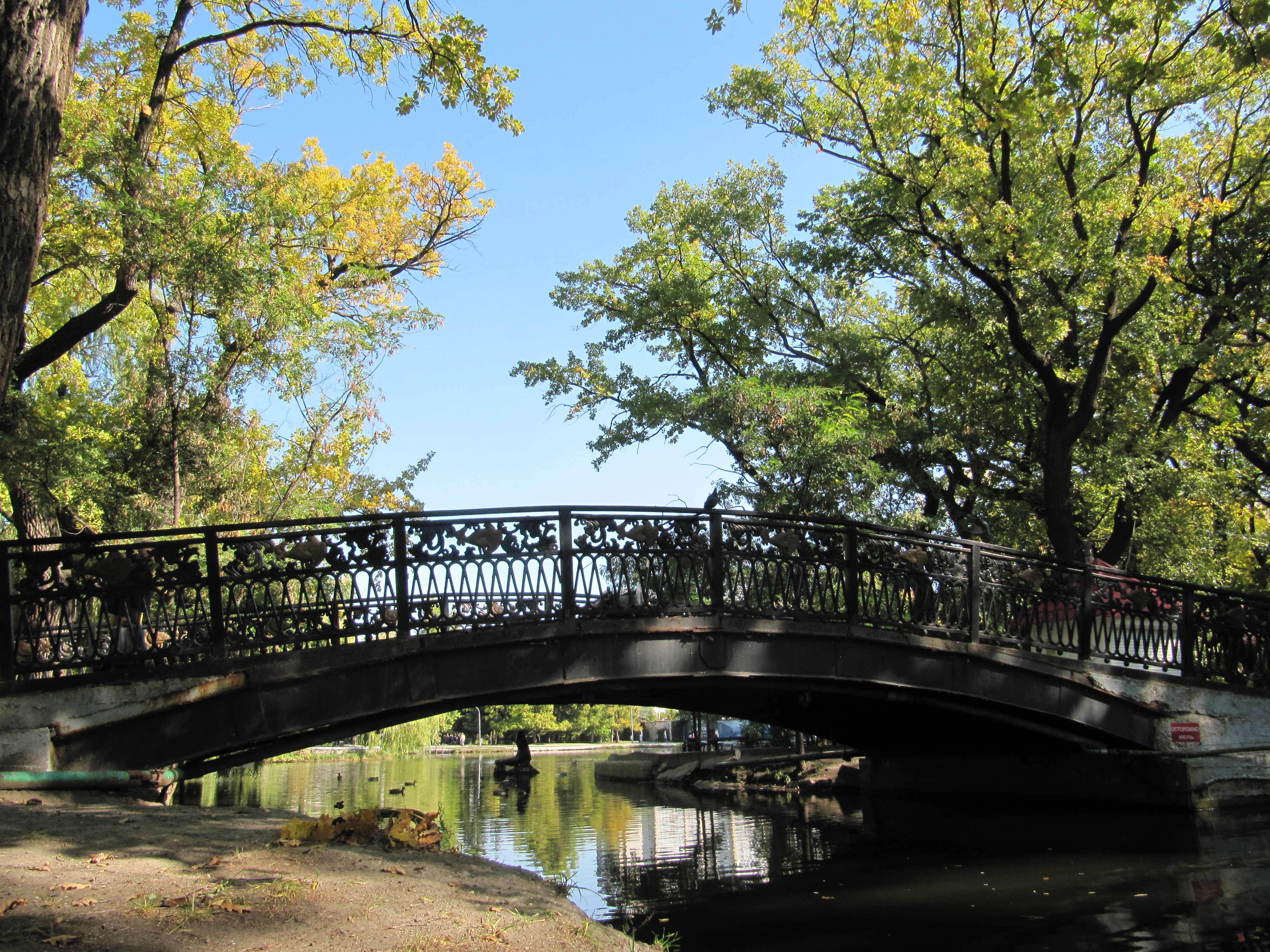
Арочный мост в Городском парке
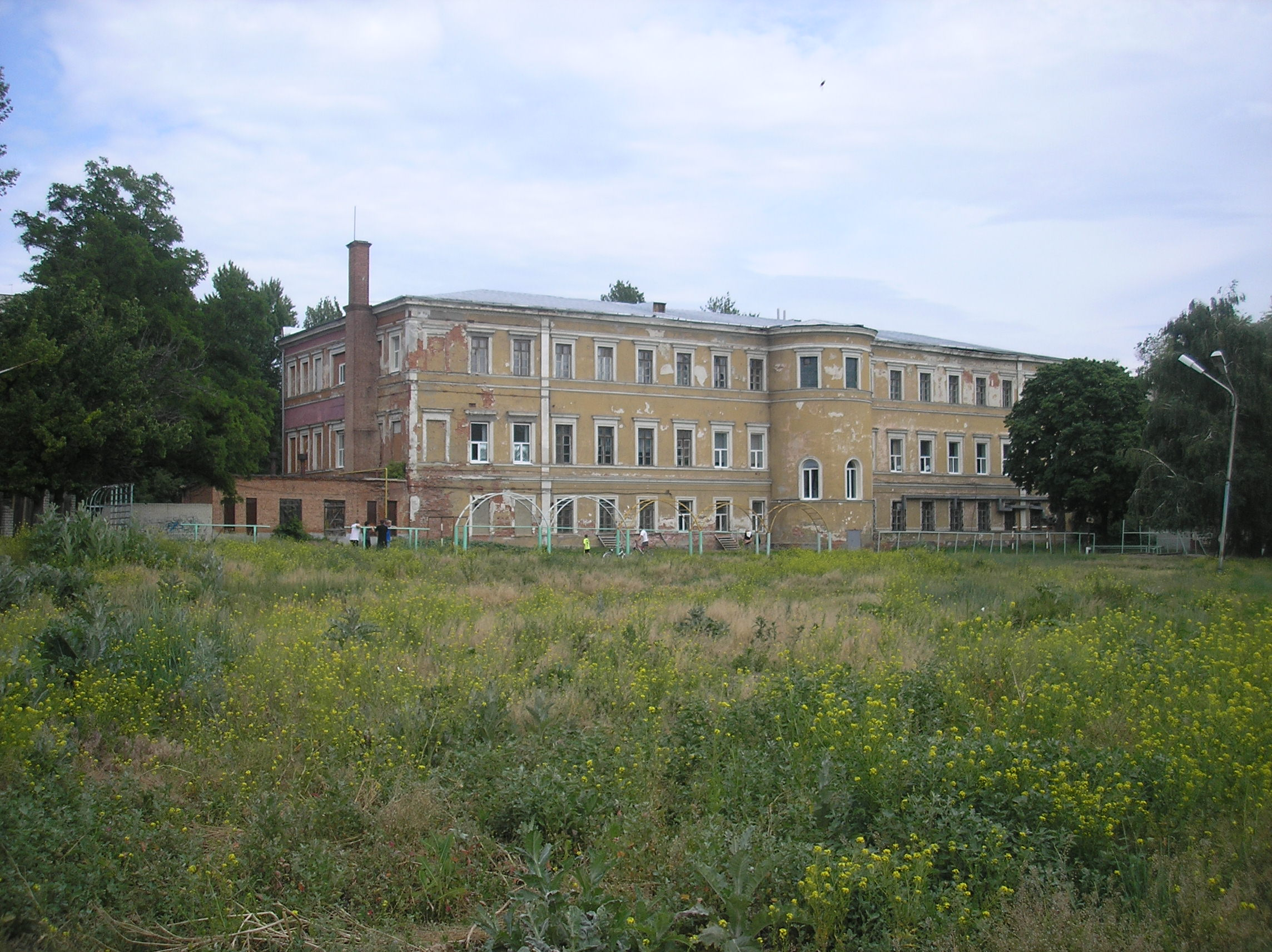
Мариинский институт благородных девиц (вид с внутренней стороны)
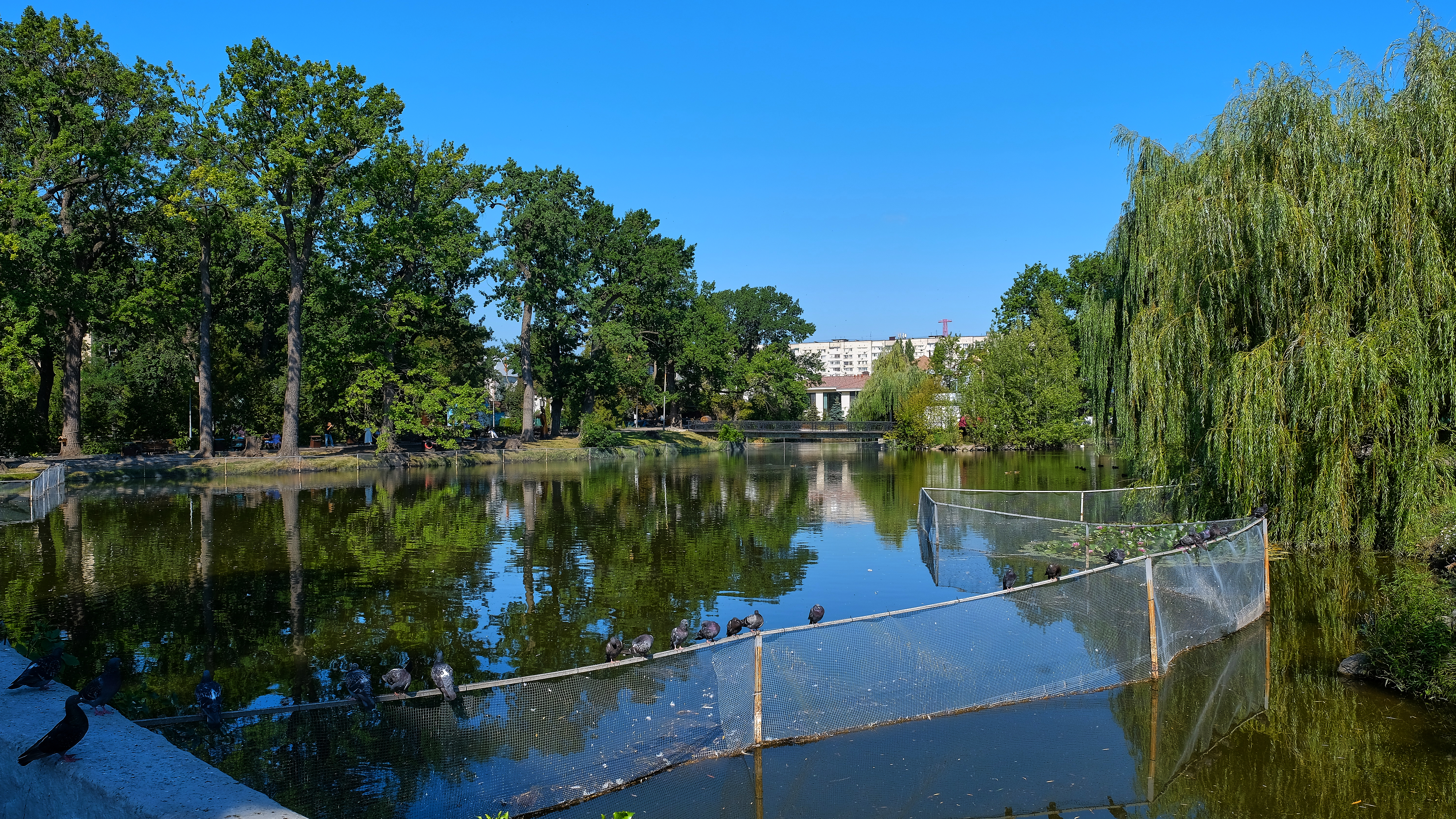
Пруд
Пруд
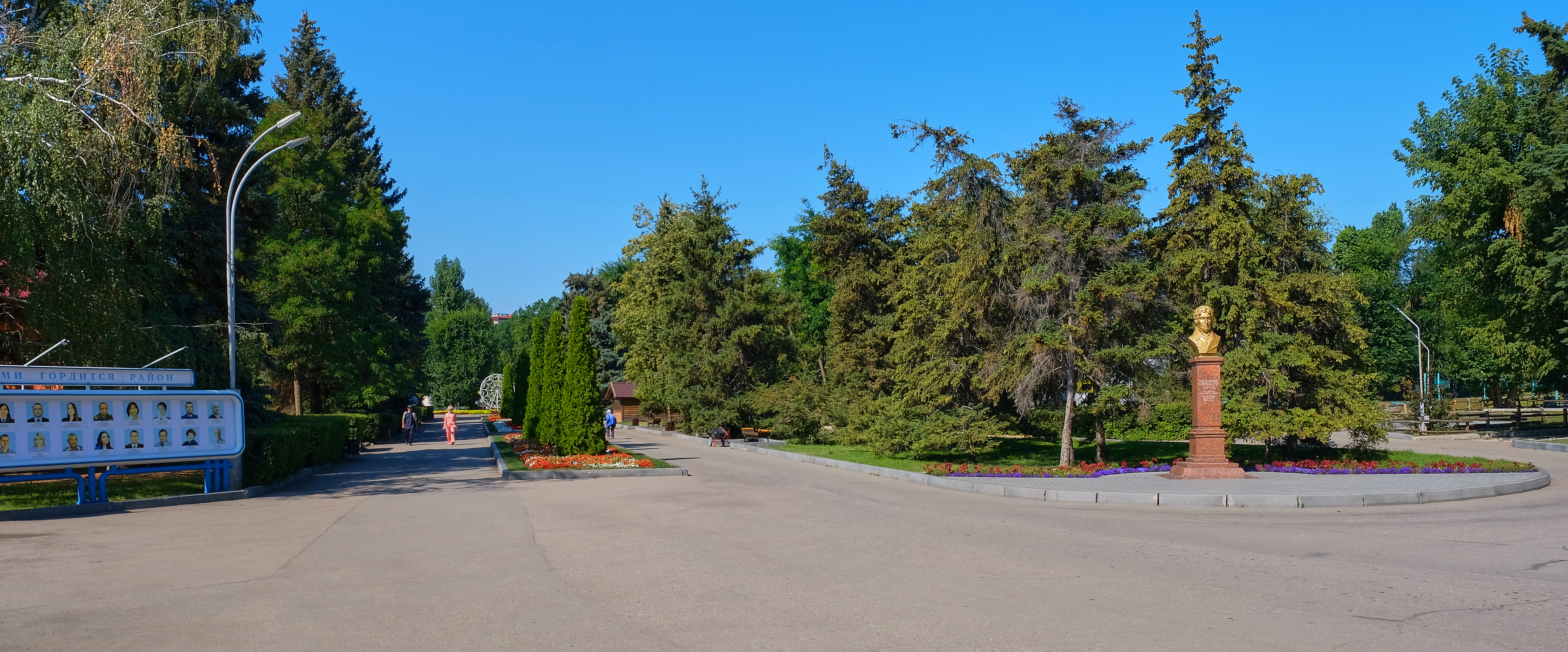
Главная аллея
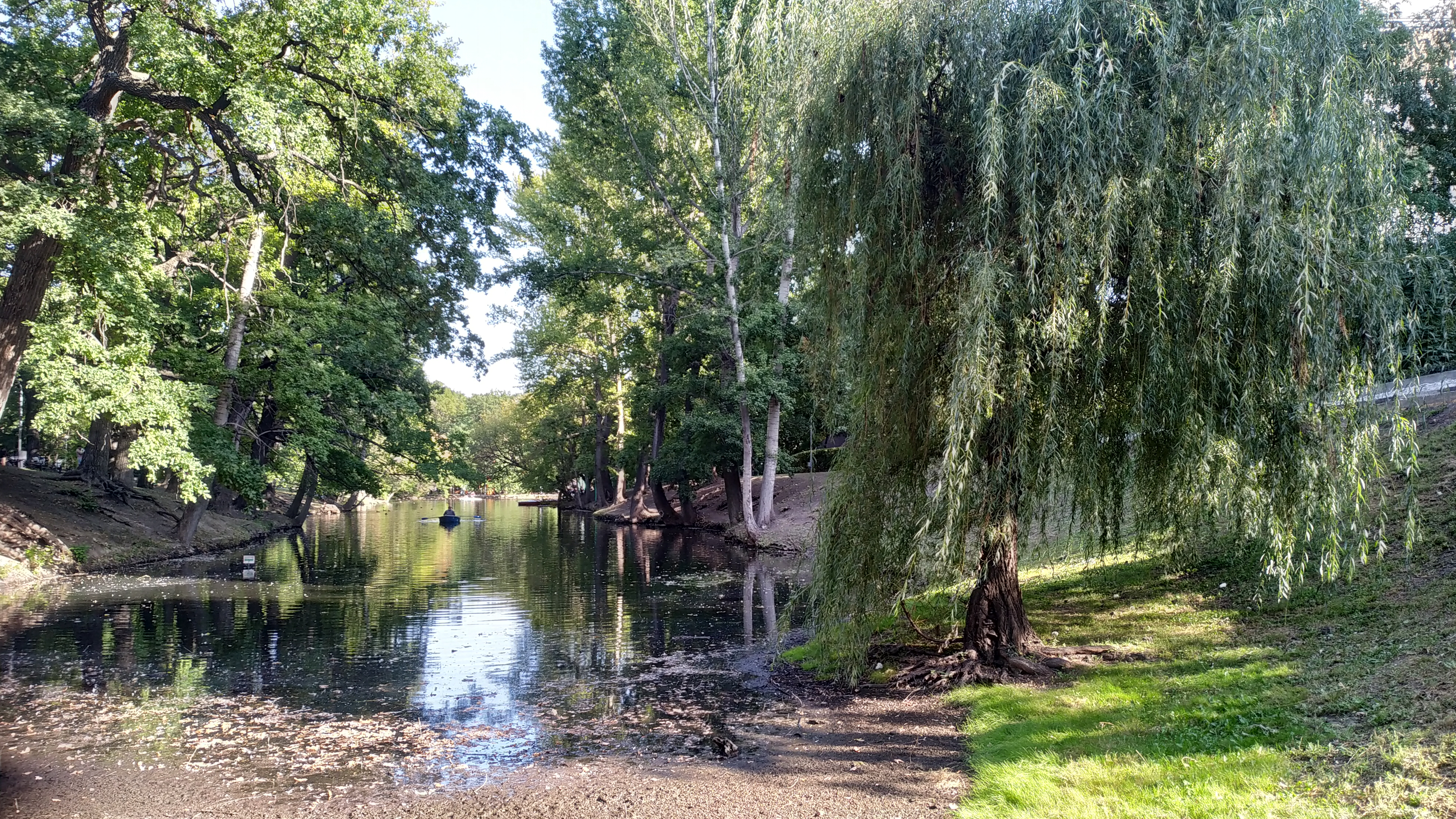
Пруд
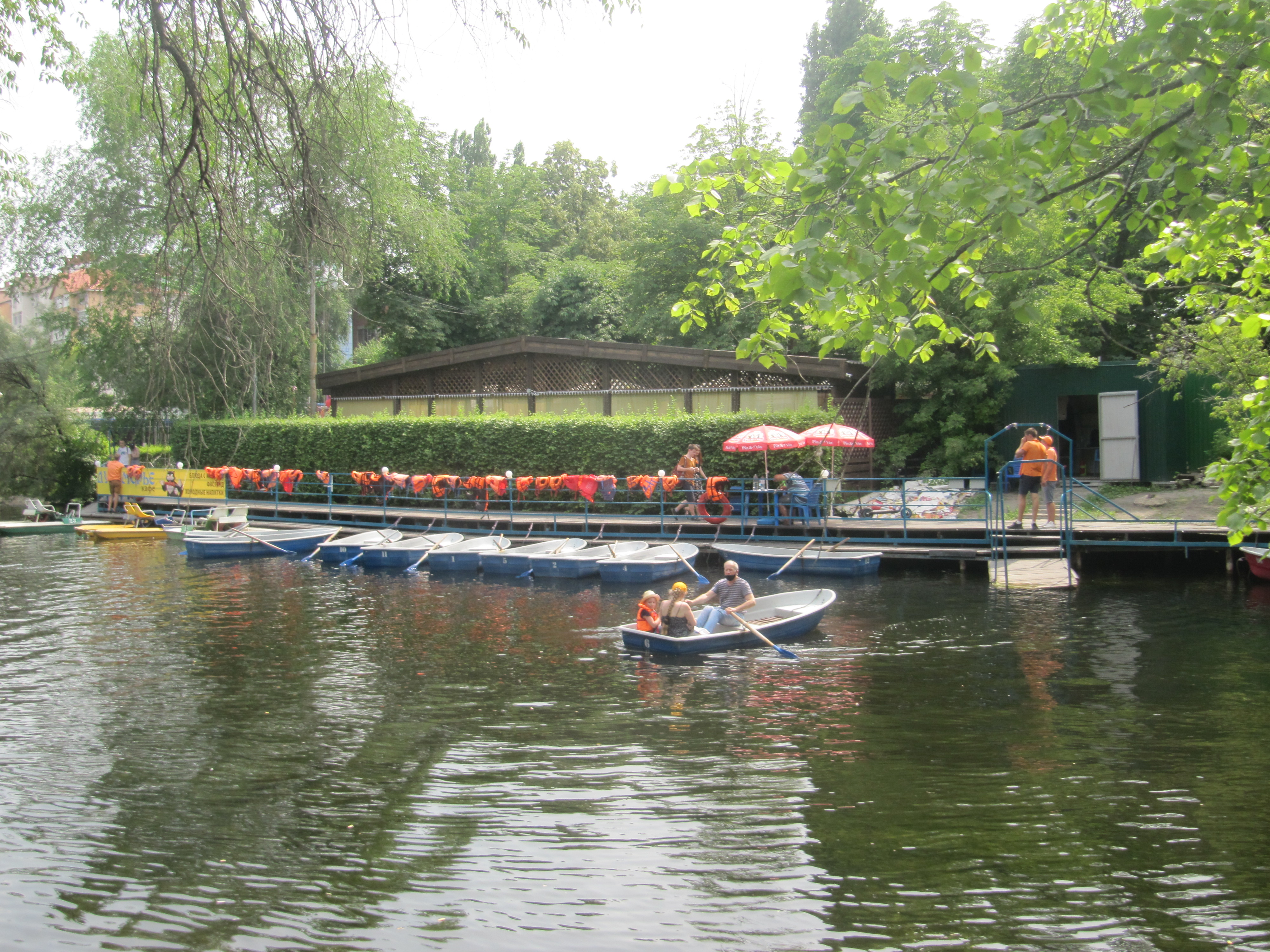
Лодочная станция
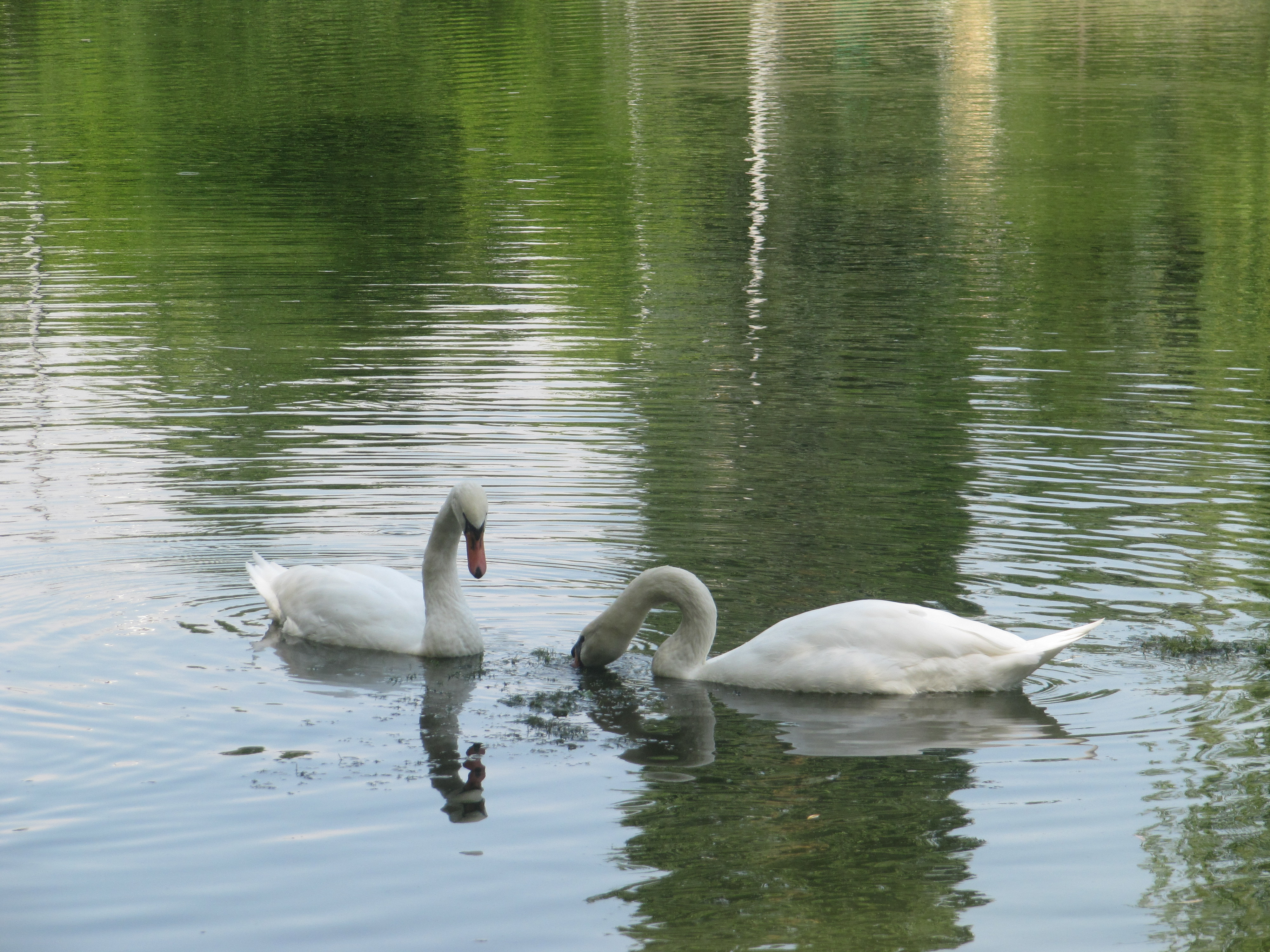
Лебеди
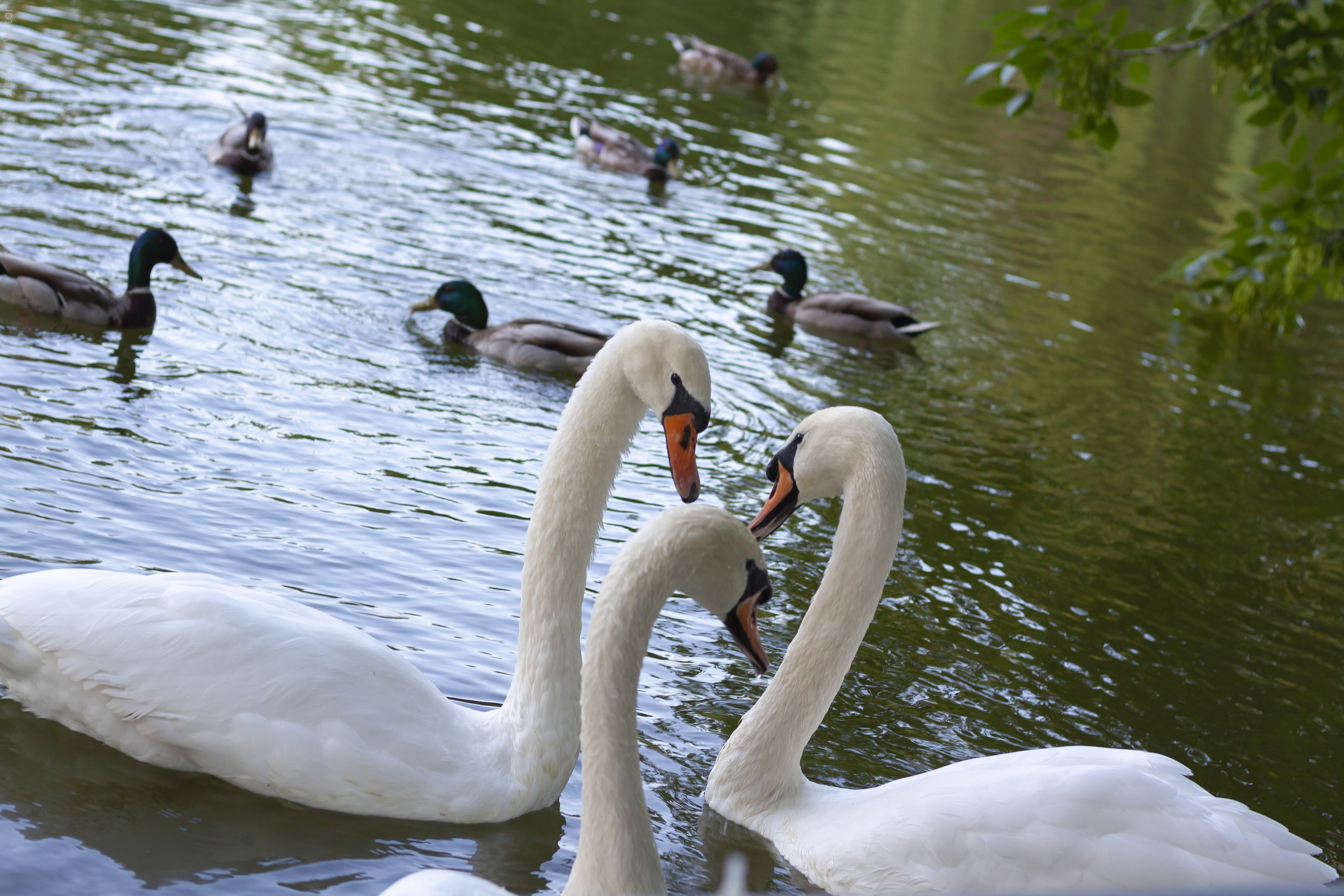
Лебеди и любовь в Городском парке
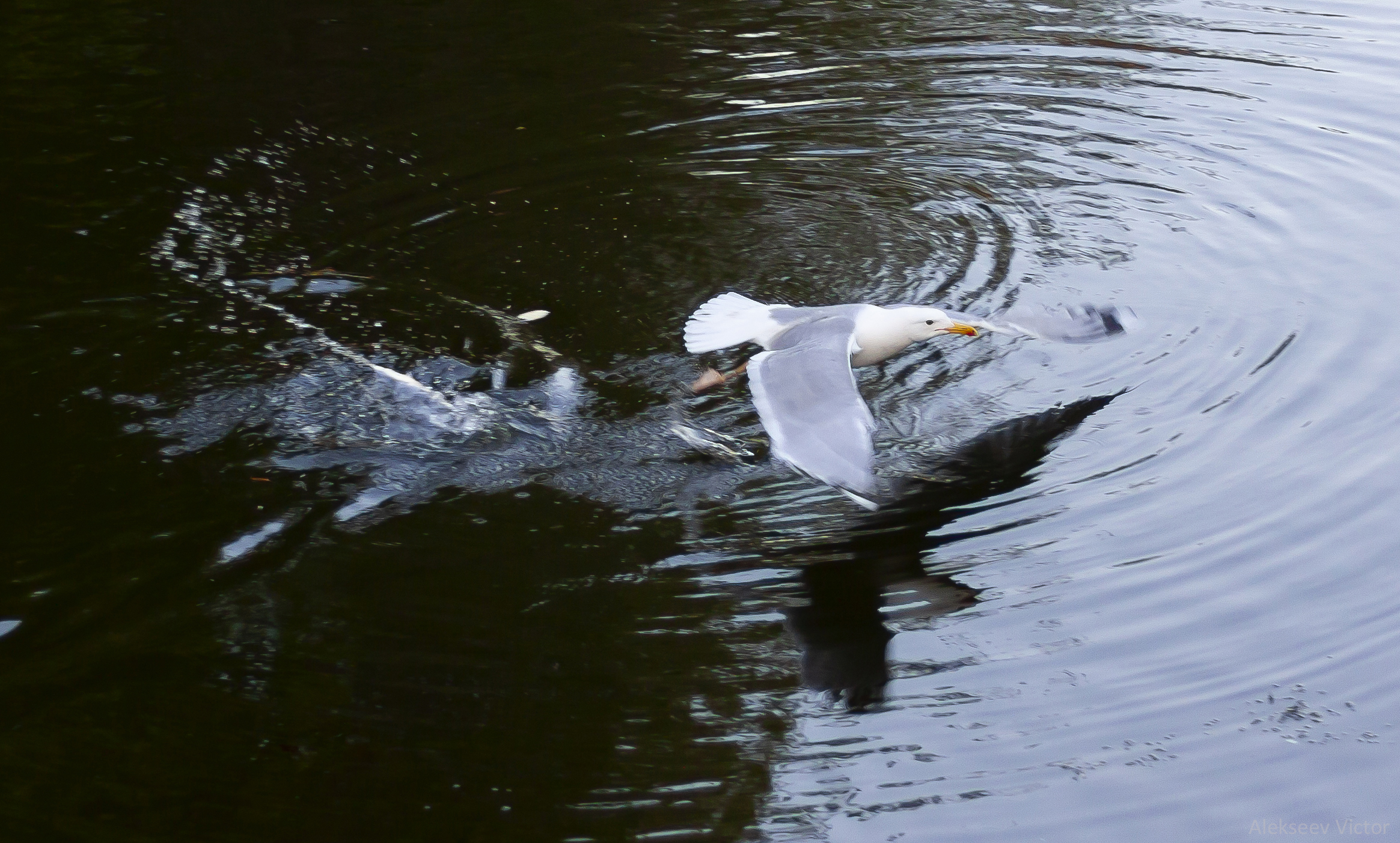
Неудачная охота чайки